# Dolichoderus inpai
Dolichoderus inpai é uma espécie de formiga do gênero Dolichoderus.